# شنكبوت
شنكبوت هو مسلسل تفاعلي لُبناني على شبكة الإنترنت مصوّر في وحول بيروت في لبنان، وهو أوّل مسلسل ناطق بالعربية يُبث على الإنترنت. وفاز بجائزة إيمي الدولية للأعمال الرقمية عام 2011، كما فاز بالجائزة الذهبية روفليه دور لأفضل مسلسل إنترنت في مهرجان جنيف الدولي عام 2010.

## قصة المسلسل

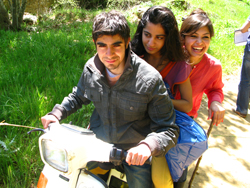
الصبي سليمان على الشنكبوت

يأخذنا المسلسل إلى القلب النابض لحياة شوارع بيروت من خلال أعين شاب في الخامسة عشر من عمره مليء بالحيوية والفرح ويعمل في تسليم البضائع من مختلف المحلات إلى الزبائن ويدعى سليمان. تشاركه في رحلته على دراجته النارية رويدة (شابة في التاسعة عشر من عمرها)، وشادي (في العشرينات وهو شخصية غامضة) وشخصيات أخرى يتم تقديمها خلال حلقات المسلسل. أحد أهداف المسلسل هي تقديم الحياة البيروتية، أو الحياة في لبنان بشكل عام بأكثر طريقة واقعية ممكنة. باعتبار أن هذا الهدف هو أحد أهم الأهداف، تم اختيار ممثلين ليس لديهم خبرة في التمثيل لكي تبدو طريقة التمثيل واقعية أكثر كما لم يتم فعله في الوطن العربي من قبل.

## عناصر إضافية للشنكبوت
صفحات الشنكبوت للمعجبين على الفيسبوك والتويتر واليوتيوب تمنح الفرصة للمشاهدين بالتفاعل مع المسلسل أو مع مشاهدين آخرون. بين المواسم، يمكن تحديث المشاهدين على الأحداث، النسيج، والقصص داخل شنكبوت، من خلال الحلقة الأسبوعية من«داخل شنكبوت». هذه المقاطع القصيرة تقدم لمحة عن الشخصيات وأفكارها، ورغباتها، وتفسيرات للأحداث، والمساعي الكوميدية التي تحيط بإنتاج المسلسل. في خريف 2010، تم ابتكار "Shankactive"، وهو منتدى على الإنترنت ومنصة لعرض أي مواهب خلاقة في منطقة الشرق الأوسط. هذه المنصة تمكّن مشاهدي الشنكبوت من المشاركة في خلق قصصهم الشخصية من خلال مختلف وسائل الإعلام والوسائل البصرية.

## الممثلون
- حسن عقيل بدور سليمان الشنكبوت
- سميرة قواس بدور رويدا
- جوليانا يزبك بدور يارا

## الإنتاج
كان إنتاج الموسم الأول من الشنكبوت في بيروت في ديسمبر 2009، وإلى حد كبير في منطقة برج حمود، وهي بلدة مكتظة بالسكان موجودة على الحدود الشرقية لبيروت. وتم تصوير الموسم الثاني من شنكبوت في بيروت وسهل البقاع. تم تصوير الموسم الثالث أيضا في بيروت خلال يوليو 2010. تم إنتاج الشنكبوت بواسطة أفلام بطوطة في (Association the BBC World Service Trust and The Welded Tandem Picture Company) 
.omg